# Arnaud Coyot
Arnaud Coyot (Beauvais, 6 oktober 1980 – Amiens, 24 november 2013) was een Frans wielrenner. Hij was actief als beroepsrenner van 2003 tot 2012. Een jaar na het einde van zijn carrière stierf Coyot bij een auto-ongeluk.

## Biografie
De renner begon als elite-renner in 2003 voor Cofidis en bleef 5 jaar rijden voor dit team. In 2007 veranderde hij echter van werkgever en tekende hij bij Unibet.com, om nadien ook nog voor Caisse d'Epargne en Saur-Sojasun te gaan rijden. Voor het seizoen 2013 had hij reeds een contract ondertekend bij Accent-Wanty, door een knieblessure werd dit contract echter vroegtijdig ontbonden en zette hij een punt achter zijn professionele wielercarrière.
Amper een jaar na het beëindigen van zijn wielerloopbaan kwam Coyot op 33-jarige leeftijd om het leven bij een auto-ongeluk. De bestuurder van de auto was beroepsrenner Guillaume Levarlet. Levarlet kreeg een voorwaardelijke celstraf van één jaar opgelegd aangezien hij ten tijde van het ongeluk onder invloed was van alcohol.

## Belangrijkste overwinningen
2003
- GP van Tallinn-Tartu

2006
- Classic Haribo

## Resultaten in voornaamste wedstrijden
| Jaar | Ronde van Italië | Ronde van Frankrijk | Ronde van Spanje |
| ---- | ---------------- | ------------------- | ---------------- |
| 2004 |                  |                     | opgave           |
| 2005 |                  |                     | 112e             |
| 2006 |                  | 129e                |                  |
| 2007 |                  |                     |                  |
| 2008 |                  | 115e                |                  |
| 2009 |                  | 115e                |                  |
| 2010 |                  |                     |                  |
| 2011 |                  | 148e                |                  |

| Jaar | Milaan-San Remo | Ronde van Vlaanderen | Parijs-Roubaix | Parijs-Tours |  | Wereldranglijsten |
| ---- | --------------- | -------------------- | -------------- | ------------ |  | ----------------- |
| 2004 |                 |                      |                |              |  |                   |
| 2005 |                 |                      | 10e            |              |  | 168e (UPT)        |
| 2006 |                 |                      |                |              |  |                   |
| 2007 | 49e             | 29e                  |                |              |  |                   |
| 2008 |                 |                      |                | 16e          |  |                   |
| 2009 | 114e            | 115e                 | 66e            |              |  |                   |
| 2010 |                 |                      | 12e            |              |  |                   |
| 2011 |                 |                      |                | 46e          |  |                   |

## Ploegen
- 2002 - Cofidis
- 2003 - Cofidis, le Crédit par Téléphone
- 2004 - Cofidis, le Crédit par Téléphone
- 2005 - Cofidis, le Crédit par Téléphone
- 2006 - Cofidis, le Crédit par Téléphone
- 2007 - Unibet.com
- 2008 - Caisse d'Epargne
- 2009 - Caisse d'Epargne
- 2010 - Caisse d'Epargne
- 2011 - Saur-Sojasun
- 2012 - Saur-Sojasun